# چشم‌سفید کامرون
چشم‌سفید کامرون (نام علمی: Speirops melanocephalus) نام یک گونه از تیره چشم‌سفید است.